# Linia kolejowa nr 314 (Czechy)
Linia kolejowa nr 314 – linia kolejowa w Czechach, biegnąca przez kraj morawsko-śląski, od Opawy do Svobodnych Heřmanic. Linia została oddana do użytku w 1892 roku i pierwotnie prowadziła z Opawy do Hornígo Benešova. W 1970 roku z powodu szkód górniczych zamknięto jednak końcowy odcinek ze Svobodnych Heřmanic do Hornígo Benešova (w 1981 roku odcinek ten zlikwidowano).